# Luís Oliveira Gonçalves
Luís de Oliveira Gonçalves  (Luanda, 1960. június 22. –) angolai labdarúgóedző.

## Edzői pályafutása
2001-ben az angolai U20-as válogatottal a nyolcaddöntőig jutott a 2001-es ifjúsági világbajnokságon. 2003 és 2008 között az angolai válogatott szövetségi kapitánya volt. Irányításával részt vettek a 2006-os és a 2008-as afrikai nemzetek kupáján és kijuttatta a nemzeti csapatot a 2006-os világbajnokságra, ahol a Portugália ellen elszenvedett 1–0-ás vereséget követően Mexikóval 0–0-ás, Iránnal pedig 1–1-es döntetlent játszottak.